# Марес, Абнер
Абнер Марес (исп. Abner Mares), род. 28 ноября 1985 года, Гвадалахара, Мексика) — мексиканский боксёр-профессионал, выступающий в полулёгкой весовой категории (англ. Featherweight). Чемпион мира (по версии IBF в легчайшем весе, 2011, по версии WBC, во втором легчайшем весе, 2012—2013, по версиям WBC 2013, WBA (2016—н. в.), в полулёгком весе).

## Биография
Абнер родился в Гвадалахарае, и в возрасте 7 лет с семьёй переехал в США (Калифорния, город Hawaiian Gardens). В 15 лет вместе с отцом вернулся в Мексику.

## Любительская карьера
Марес провёл успешную любительскую карьеру. Провёл 120 поединков. 112 выиграл, и из них 84 досрочно, что является очень высоким показателем для легчайшего веса, в котором выступает Абнер.
Взял золото на южноамериканском чемпионате 2002 года, где победил в финале пуэрториканца, Хуана Мануэля Лопеса.
В 2003 году на пан-американских играх завоевал серебряную медаль, проиграв в финале кубинцу, Гильермо Ригондо.
Принимал участие на олимпийских играх 2004 года, но проиграл в первом туре, венгру, Жолту Бедаку очень близким решением.

## Профессиональная карьера
На профессиональном ринге Марес дебютировал в январе 2005 года в легчайшем весе.
В своём десятом поединке нокаутировал непобеждённого доминиканца, Уилмера Родригеса (8-0), в 4-м раунде.
В сентябре 2007 года победил мексиканца, Исидро Гарсия (24-3-2), и завоевал титул WBO NABO в легчайшем весе.
15 марта 2008 года, во второй защите титула нокаутировал во втором раунде филиппинца, Диосдадо Габи (30-3-1), на арене Лас-Вегаса, Мандалай-Бэй.
22 мая 2010 года, имея за плечами 20 побед в 20 боях, вышел на титульный поединок за звание чемпиона мира по версии IBF, в легчайшем весе с непобеждённым колумбийцем, Йонни Пересом (20-0), поединок завершился вничью.

### Легчайший вес
В декабре 2010 года Марес победил по очкам раздельным судейским решением, бывшего чемпиона мира, боксёра из Армении, Вика Дарчиняна (35-2-1), и завоевал титулы IBO и WBC silver, в легчайшем весе.
В следующем поединке, в августе 2012 года, Марес решением большинства судей, победил боксёра из Ганы, Джозефа Агбеко (28-2), и завоевал титул чемпиона мира по версии IBF. Поединок был достаточно конкурентный и равный, и был проведён матч-реванш. В повторном бою Абнер более уверенно перебоксировал Агбеко.

### Второй легчайший вес
В апреле 2012 года Марес перешёл во вторую легчайшую весовую категорию и завоевал титул чемпиона мира по версии WBC, победив по очкам пуэрториканца, Эрика Мореля.
10 ноября 2012 года против Мареса вышел топ-боксёр и чемпион легчайшего веса, панамца, Ансельмо Морено. Марес с разгромным счётом победил Морено, и сохранил титул чемпиона мира во втором легчайшем весе.

### Полулёгкий вес
4 мая 2013 года техническим нокаутом в 9-м раунде победил чемпиона WBC в полулёгком весе Даниэля Понсе де Леона, и стал новым чемпионом WBC в этой весовой категории.
24 августа 2013 года Абнер в поединке с Джонни Гонсалесом потерял титул WBC в полулёгком весе, проиграв нокаутом в 1-м раунде. Был запланирован матч-реванш на 15-е февраля 2014 года, от которого Марес в итоге отказался.
29 августа 2015 года Абнер в поединке с Лео Санта Крусом за вакантный титул WBA Super в полулёгком весе, проиграл решением большинства.
10 декабря 2016 года Абнер в поединке с Хесусом Куэлларом за титул WBA в полулёгком весе, одержал победу раздельным решением и завоевал титул.

## Результаты боёв
В таблице перечислены результаты всех поединков боксёров.
В каждой строке указан результат поединка. Дополнительно номер поединка обозначен цветом, который обозначает итог поединка. Расшифровка обозначений и цветов представлена в нижеследующей таблице.
| Пример | Расшифровка                     |
| ------ | ------------------------------- |
|        | Победа                          |
|        | Ничья                           |
|        | Поражение                       |
|        | Планируемый поединок            |
|        | Поединок признан несостоявшимся |
| КО     | Нокаут                          |
| ТКО    | Технический нокаут              |
| PTS    | Решение судей (по очкам)        |
| UD     | Единогласное решение судей      |
| MD     | Решение большинства судей       |
| SD     | Раздельное решение судей        |
| RTD    | Отказ от продолжения боя        |
| DQ     | Дисквалификация                 |
| NC     | Поединок признан несостоявшимся |

| Результат | Дата            | Соперник                     | Место боя                                       | Результат        | Дополнительно |
| --------- | --------------- | ---------------------------- | ----------------------------------------------- | ---------------- | --- |
| 31-3-1    | 9 июня 2018     | Лео Санта Крус (34-1-1)      | Стэйплс-центр, Лос-Анджелес, Калифорния, США    | UD (12)          | Бой за титул чемпиона мира по версии WBA Super в полулёгкой весовой категории. Счёт: 111-117, 112-116, 113-115.                                                                                                   |
| 31-2-1    | 14 октября 2017 | Андрес Гутьеррес (35-1-1)    | Стабхаб Сентер, Карсон, Калифорния, США         | TD 10 (12), 2:40 | Защитил титул чемпиона мира по версии WBA в полулёгкой весовой категории. |
| 30-2-1    | 10 декабря 2016 | Хесус Куэллар (28-1)         | USC Galen Center, Лос-Анджелес, Калифорния, США | SD (12)          | 116-111, 117—110, 112—115. Бой за титул чемпиона мира по версии WBA в полулёгкой весовой категории. |
| 29-2-1    | 29 августа 2015 | Лео Санта Крус (30-0-1)      | Стэйплс-центр, Лос-Анджелес, Калифорния, США    | MD (12)          | 114-114, 111—117, 111—117. Бой за вакантный титул чемпиона мира по версии WBA Super в полулёгкой весовой категории.                                                                                               |
| 29-1-1    | 7 марта 2015    | Артуро Сантос Рейес (18-4)   | MGM Grand, Лас-Вегас                            | UD (10)          | 99-90, 98-91, 96-93. |
| 28-1-1    | 13 декабря 2014 | Хосе Рамирес (25-4)          | MGM Grand, Лас-Вегас                            | RTD 5 (10), 3:00 | Рамирес в нокдаунах в 1, 3 и 5 раундах. |
| 27-1-1    | 12 июля 2014    | Джонатан Окендо (24-3)       | MGM Grand, Лас-Вегас                            | UD (10)          | 98-92, 98-92, 96-94. |
| 26-1-1    | 24 августа 2013 | Джонни Гонсалес (54-8)       | Карсон (Калифорния)                             | KO 1 (12), 2:55  | Потерял титул WBC в полулёгком весе. Марес 2 раза в нокдауне. |
| 26-0-1    | 5 мая 2013      | Даниэль Понсе де Леон (44-4) | MGM Grand, Лас-Вегас                            | TKO 9 (12), 2:20 | Выиграл титул WBC в полулёгком весе. Де Леон в нокдаунах во 2 и 9 раундах. |
| 25-0-1    | 10 ноября 2012  | Ансельмо Морено (33-1-1)     | Staples Center, Лос-Анджелес                    | UD (12)          | 116-110, 120—106, 116—110. Защитил титул WBC во втором легчайшем весе. Морено в нокдауне в 5 раунде, оштрафован в 11 раунде.                                                                                      |
| 24-0-1    | 21 апреля 2012  | Эрик Морель (46-2)           | Эль-Пасо                                        | UD (12)          | 120-107, 119—109, 119—109. Выиграл вакантный титул WBC во втором легчайшем весе. |
| 23-0-1    | 3 декабря 2011  | Джозеф Агбеко (28-3)         | Honda Center, Анахайм                           | UD (12)          | 118-110, 118—110, 118—110. Защитил титулы IBF и WBC Silver в легчайшем весе. Марес получил рассечение во 2 раунде.                                                                                                |
| 22-0-1    | 13 августа 2011 | Джозеф Агбеко (28-2)         | Hard Rock Hotel and Casino, Лас-Вегас           | MD (12)          | 115-111, 113—113, 115—111. Выиграл титул IBF (первый титул чемпиона мира в карьере Мареса), защитил титул WBC Silver в легчайшем весе. Агбеко в нокдаунах в 1 и 11 раундах, Марес получил рассечение в 6 раундах. |
| 21-0-1    | 11 декабря 2010 | Вик Дарчинян (35-2-1)        | Вашингтон                                       | SD (12)          | 111-115, 113—112, 115—111. Выиграл титул IBO и вакантный титул WBC Silver в легчайшем весе. Марес в нокдауне во 2 раунде, оштрафован в 4 раунде; Дарчинян в нокдауне в 7 раунде.                                  |
| 20-0-1    | 22 мая 2010     | Йонни Перес (20-0)           | Staples Center, Лос-Анджелес                    | MD (12)          | 114-114, 115—113, 114—114. Бой за титул IBF в легчайшем весе. |
| 20-0      | 25 марта 2010   | Фелипе Алманса (17-15-4)     | Лос-Анджелес                                    | KO 5 (10), 2:23  | |
| 19-0      | 27 августа 2009 | Карлос Фульхенсио (11-2-1)   | Лос-Анджелес                                    | KO 6 (8), 2:46   | |